# 松原忠司
松原 忠司（まつばら ちゅうじ、文化12年（1815年）頃 - 慶応元年9月1日（1865年10月20日））は、新選組隊士（四番隊組長、柔術師範）。名前は「ただじ」、「ただし」とも。号は柳趙斎。

## 生涯
播磨国小野藩の藩士の子として生まれる。初名は小太郎。松原弥三左衛門は親族と思われる。
天神真楊流柔術を船川楫之輔柳真斎から学び北辰心要流柔術を開いた。
安政年間に「徘徊御免」となり、その後は大坂で北辰心要流柔術、（関口流棒術も伝える。また、不遷流も伝えていたともいわれる。）の道場を開いていた。なお、永倉新八は松原を「大坂浪人」としている。
文久3年（1863年）5月までに、新選組の前身である壬生浪士組に入隊している。同年の八月十八日の政変では仙洞御所前、及び禁裏御所南門の警備を担当したが、その時の風貌は坊主頭に白い鉢巻を巻き、脇には大薙刀を携えるという異様なものであり、そこから今弁慶の異名をとった。
元治元年（1864年）の池田屋事件では土方歳三の隊に属し、戦功を挙げ報奨金15両を賜る。こうした活躍もあり、慶応元年（1865年）4月の組織再編で四番組組長・柔術師範となる。
同年9月1日死去。新選組の記録では病死とされているが、その死については諸説ある（何らかの理由で切腹したが未遂に終わり、平隊士に降格されたという点は多くの説に共通する。一説には銃殺とも）。墓は光縁寺にある。

## 人物
温厚な人柄で知られ、壬生界隈には「親切者は山南と松原」という言葉が伝わった。八月十八日の政変に際し、自分に鎧がないことを知った山南が立腹したが、松原がそれを宥めたという逸話もある。

## 壬生心中
松原の死に関して、子母澤寛は『新選組物語』にて「壬生心中」という話を著している。それによると、松原が四番組組長と柔術師範に就任してからまもなく、屯所付近に松原が愛人（自身が殺害した浪人の妻女）を囲っていることが発覚し、その件を土方に咎められた松原は、幹部としての責任を感じ心中したという。
ただし、これは八木為三郎が篠原泰之進や斎藤一から聞いた松原についての話を子母澤が再構成したものであり、また子母澤の作品や八木の談話には脚色や創作が多く見られる為、この話を創作とする疑いもある。